# Račí mor
Račí mor je parazitární onemocnění napadající raky, především pak evropské raky rodu Astacus. Způsobuje je oomyceta hnileček račí, Aphanomyces astaci, který byl zařazen do seznamu 100 nejhorších invazních druhů světa.
Nemoc pochází ze Severní Ameriky, v průběhu 19. století se pravděpodobně s balastní vodou z lodní dopravy a následně se zavlečenými druhy amerických raků objevila v Evropě a zde se začala rychle šířit. Na přelomu 19. a 20. století způsobila v Evropě vyhynutí značné části do té doby velmi početných račích populací a i v současnosti patří k velmi významným negativním faktorům ovlivňujícím výskyt původních raků.
Jako přenašeči u ní figurují především zavlečené severoamerické druhy raků z čeledi Cambaridae.

## Rozšíření, přenašeči, oběti

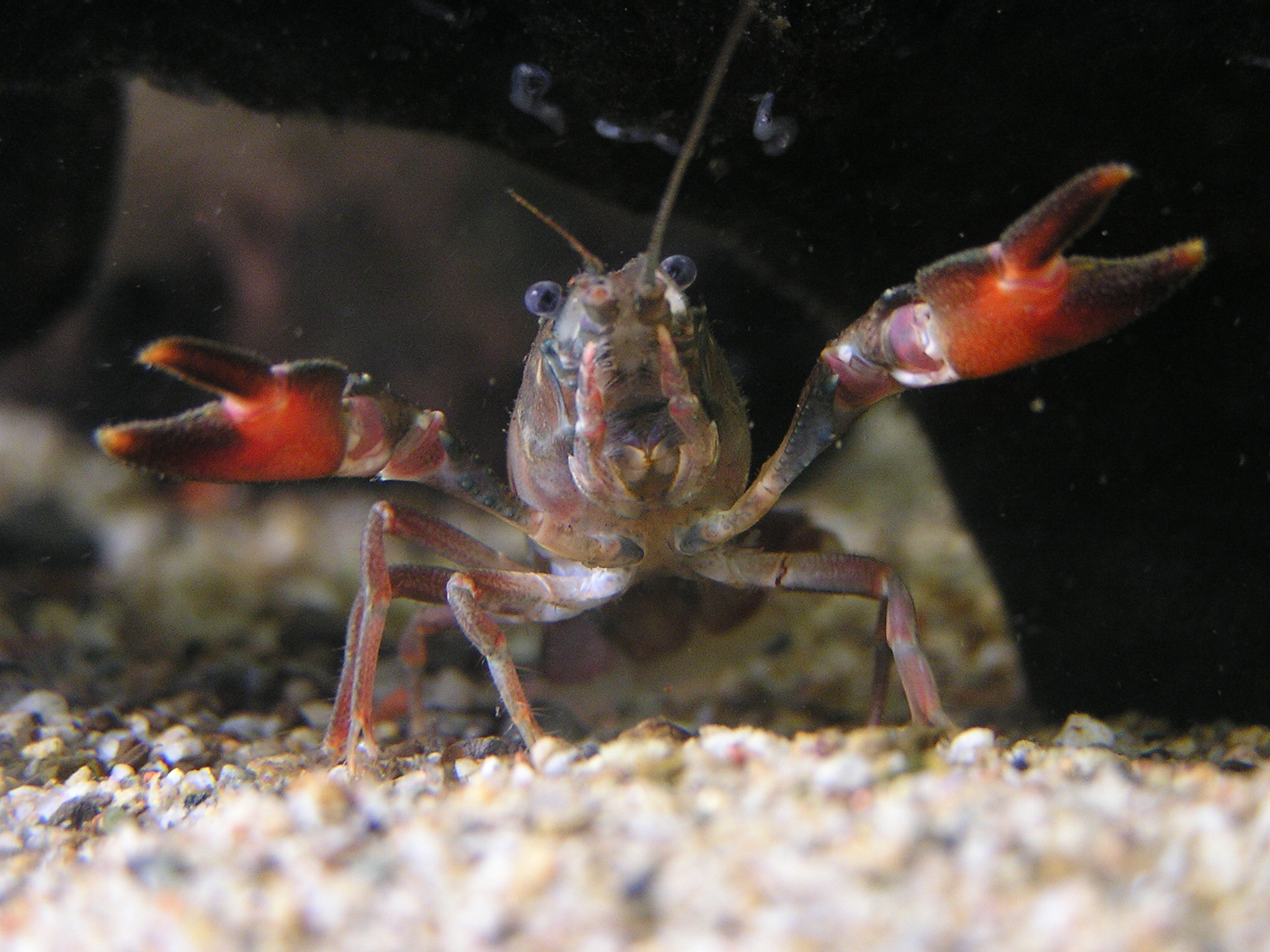
Rak signální (Pacifastacus leniusculus), jeden z přenašečů.

Nemoc byla původně omezena na severoamerický kontinent, v polovině 19. století se ale objevila v Evropě a zde se začala rychle šířit. V řadě evropských zemí, včetně České republiky, způsobila obrovskou decimaci domácích raků rodu Astacus a Austropotamobius, neboť ti jsou vůči ní velice citliví. Situaci ještě zhoršuje šíření do Evropy zavlečených amerických druhů raků, kteří jsou vůči původci imunní a působí tedy jako jeho přenašeči.

### Česká republika
Do českých zemí pronikla nemoc někdy v průběhu 19. století, patrně přenesená rybami, a někdy na počátku 20. století doslova zmasakrovala domácí druhy raků (rak říční, rak kamenáč), které přivedla na pokraj vyhynutí. V současné době tvoří původní druhy pouze zlomek české račí populace, kterou ovládly zavlečení rak signální a rak pruhovaný, vyznačující se větší rozmnožovací schopností a vysokou odolností k račímu moru, jehož jsou bezpříznakoví přenašeči. Obětí račího moru se stává i rak bahenní, zavlečený do Česka z východní Evropy.
Na podzim 2011 byl račí mor potvrzen na Litavce na Příbramsku, kde začal decimovat zdejší populaci raků.

## Průběh nemoci

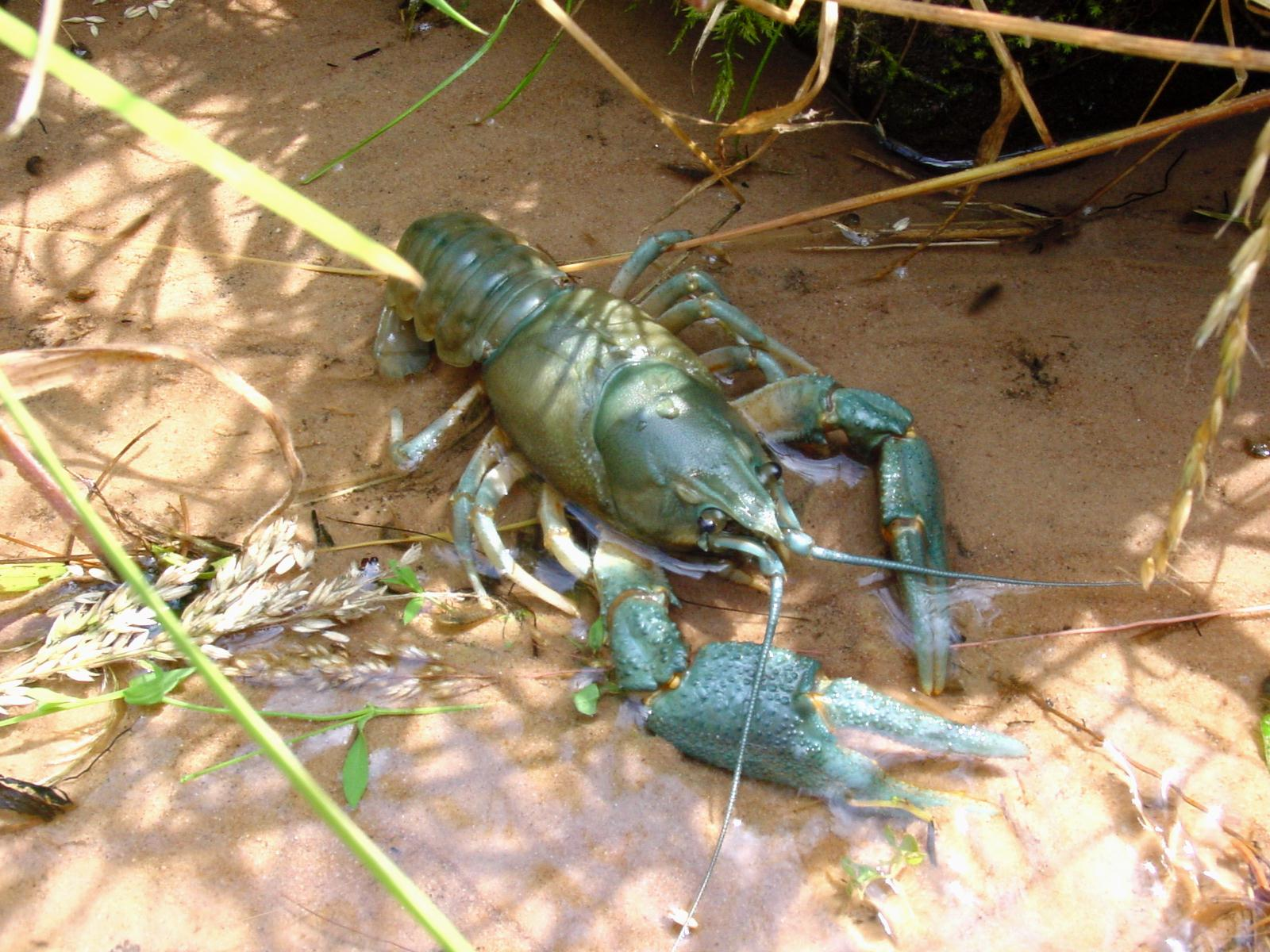
Rak říční (Astacus astacus), jedna z obětí.

Plíseň parazituje jen na racích. Zatímco severoameričtí raci z čeledí Astacidae a Cambaridae jsou vůči nemoci imunní, u evropských raků z čeledi Astacidae, východoasijských raků z čeledi Cambaridae a všech raků z čeledi Parastacidae propuká račí mor plnou silou. Napadá jejich nervovou soustavu, paralyzuje je, případně způsobuje křeče, při kterých si až ulamují končetiny. Umírající potácející se jedince lze snadno nalézt i ve dne (normálně je rak noční živočich a ve dne je zalezlý). Nemoc je takřka stoprocentně smrtelná.
K přenosu dochází ve vodě a bahně – spory se šíří ze svlečeného krunýře či mrtvého raka, celé roky mohou přežívat v klidovém stádiu v bahně. Spory a choroba jsou diagnostikovány analýzou DNA, která se v Česku provádí pouze v Praze.